# Ricardo Díaz Bernal
Ricardo "El Pibe" Díaz (Guateque, Boyacá, 7 de agosto de 1932 - Bogotá, Colombia, 13 de noviembre de 2011) fue un futbolista colombiano. Se destacó en el Deportes Quindío, Millonarios y la Selección Colombia.

## Biografía
Ricardo más conocido como "El Pibe" Díaz nació en Guateque municipio boyacense, aunque se crio en Bogotá.

## Trayectoria

### Inicios y Selección Colombia
Durante su adolescencia jugó para un equipo amateur llamado Safa, de allí fue observado por el entrenador de la Selección de fútbol de Cundinamarca de la época quien al ver su talento lo lleva a formar parte del plantel en 1953 con 23 años.
Paa el año siguiente de convocado a la Selección Colombia para afrontar los VII Juegos Centroamericanos y del Caribe de México donde destacaría anotando un gol en tres partidos.

### Deportes Quindío
Luego de su destacada presentación con la Selección Colombia varios clubes nacionales e internacionales querían contar con él. Finalmente se decide por el Deportes Quindío donde juega desde 1954 hasta 1957. Su saldo con el equipo Cuyabro fue de un subcampeonato y un título además de disputar con la Selección Colombia las eliminatorias para el mundial de Suecia 1958 y la Copa América de Perú 1957.

### Millonarios
Regresó a la capital en 1958 siendo uno de los mejores jugadores del FPC, con los 'embajadores' lo revalido fue figura e ídolo del club durante las 8 temporadas consecutivas que defendió sus colores, disputaría un total 276 partidos anotando 6 goles y siendo al lado del Cobo Zuluaga los jugadores con más títulos en Millonarios.
A su llegada fue el jugador colombiano mejor pagado del país, años antes de su fallecimiento Ricardo declaró en una entrevista «Lo que menos me importó fue el salario que recibía, lo que me importaba era estar en un equipo tan grande y famoso como Millonarios».

### Santa Fe
Tras estar un año sin equipo recaló en el Independiente Santa Fe en donde militó entre 1968 y 1972. Se retira del fútbol profesional a los 40 años de edad.

## Selección Colombia
Jugó en la selección en Centro Americanos y Del Caribe (1954), Eliminatorios mundial de Suecia (1954-1957), Copa América de Perú (1957), Eliminatorios (1961).

## Equipos
- Selección Colombia: Convocado entre 1954 y 1964

- Deportes Quindío (1954-1957)
- Millonarios (1958-1966)
- Independiente Santa Fe (1968-1972)

### Estadísticas
| Club                   | Temporada | Liga | Liga  | Copa Libertadores | Copa Libertadores | Total | Total |
| Club                   | Temporada | PJ.  | Goles | PJ.               | Goles             | PJ.   | Goles |
| ---------------------- | --------- | ---- | ----- | ----------------- | ----------------- | ----- | ----- |
| Millonarios · Colombia | 1958-1966 | 273  | 6     | 6                 | 0                 | 279   | 6     |

## Palmarés
- 7 títulos (1 con Quindio y 6 con Millonarios)